# 南非人列表
南非人按职业分类，可以从以下各列表中查询。
- 南非总理列表
- 南非艺术家列表（英语：List of South African artists）
- 南非演员列表（英语：List of South African actors）
- 南非作家列表（英语：List of South African writers）
  - 南非小说家列表（英语：List of South African novelists）
- 南非建筑家列表（英语：List of South African architects）
- 南非画家列表（英语：List of South African painters）
- 南非作曲家列表（英语：List of South African composers）
- 南非哲学家列表（英语：List of South African philosophers）
- 南非雕刻家列表（英语：List of South African sculptors）
- 南非电影导演列表（英语：List of South African film directors）
- 南非裔美国人列表（英语：List of South African Americans）

|  | 本条目是人物相关列表索引。 |